# Schloss Bożków

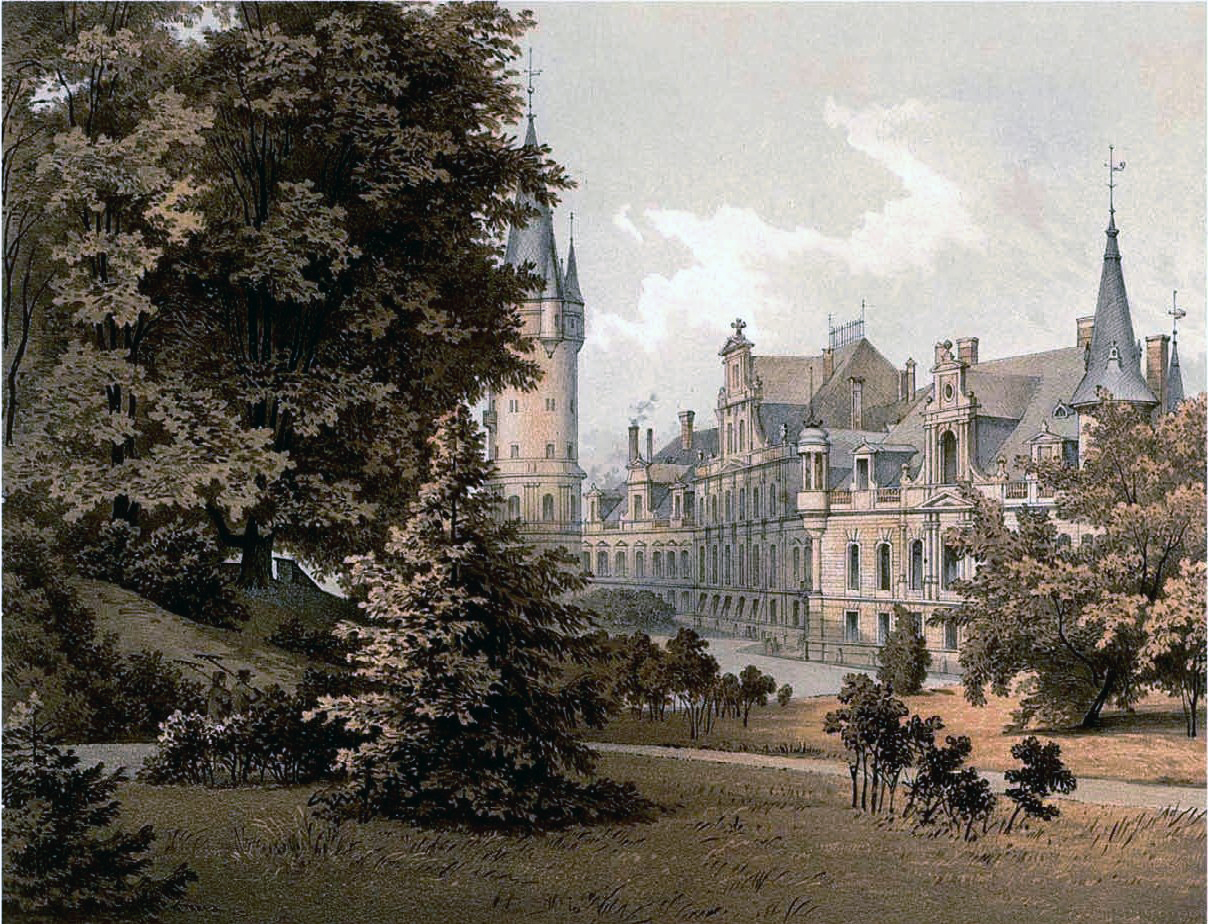
Schloss Eckersdorf im Jahr 1877

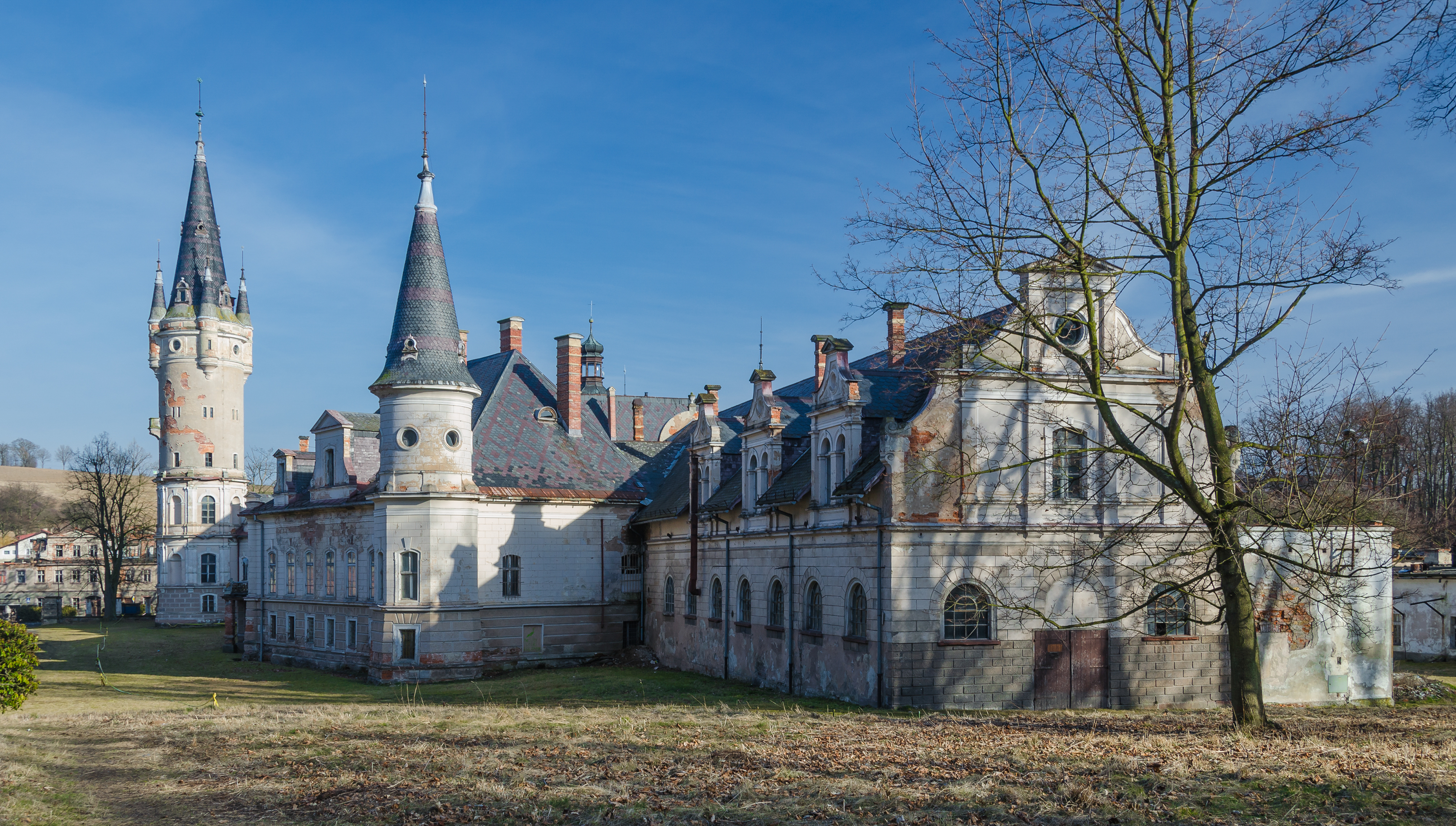
Schloss Eckersdorf im Jahr 2014

Das Schloss Bożków (deutsch: Schloss Eckersdorf) befindet sich in Bożków (Eckersdorf) in der Landgemeinde Nowa Ruda (Neurode) in der Woiwodschaft Niederschlesien in Polen.

## Geschichte
Das Schloss wurde im 16. Jahrhundert als Renaissancebau errichtet. 1750 wurde die barocke Parkanlage angelegt. Ab 1780 gehörte es dem Adelsgeschlecht von Magnis. Von 1787 bis 1790 wurde das Schloss durch Flügelanbauten erweitert. 1870 wütete ein Brand im Schloss, das Herrenhaus wurde danach in klassizistischem Stil mit hohem Turm neu erbaut und im Innern stilgerecht ausgestaltet. Ursprünglich sollte das Schloss ein Stockwerk höher werden; erkennbar ist dies am Schlossturm, der für ein weiteres Stockwerk vorbereitet ist. Die letzten Besitzer der Gutsherrschaft aus der Familie waren bis 1888 Graf Wilhelm von Magnis, bis 1944 Anton Graf von Magnis und Ehefrau Bianka Deym von Střitež; sie richteten 1896 einen Familienfideikommiss ein. Ihnen folgte bis 1945 der Sohn, der Jurist und E.-Bailli des Souveränen Malteserordens Ferdinand Graf von Magnis (1905–1996), verheiratet mit Maria-Anna zu Löwenstein-Wertheim-Rosenberg.
Nachdem Eckersdorf infolge des Zweiten Weltkriegs 1945 an Polen gefallen war, musste die Familie von Magnis das Schloss verlassen und wurde enteignet. Zeitweise waren eine Funktionärsschule und eine Landwirtschaftsschule in einem Teil des Gebäudes untergebracht. Das Bauwerk ist zum großen Teil leer und verfällt.

## Schlosspark

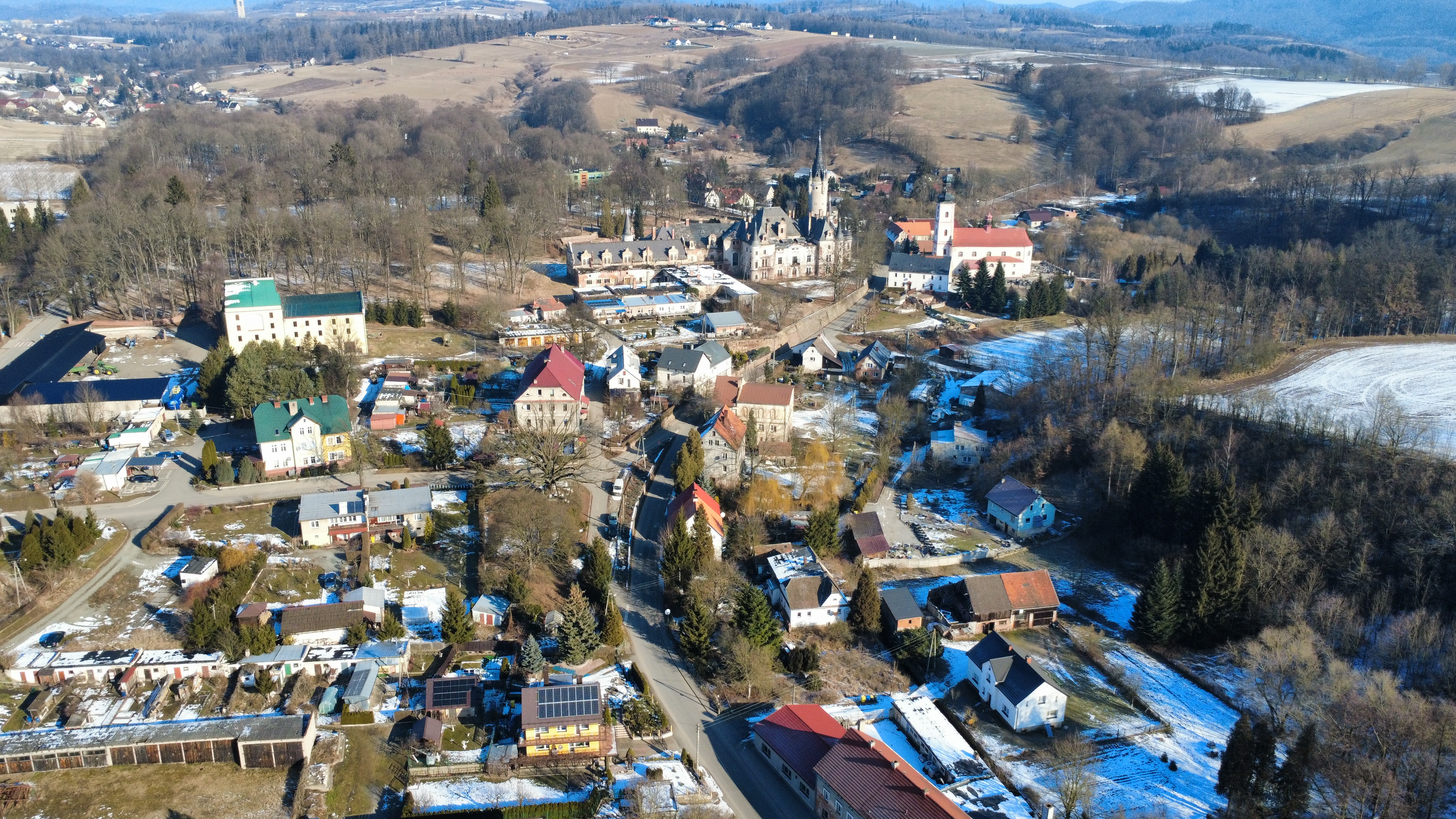
Schloss Bożków von Süden her aus der Vogelperspektive

Der Schlosspark galt als ein bedeutender Barockgarten in der Grafschaft Glatz und wurde vermutlich unter den von Götzen im 18. Jahrhundert geschaffen. Der Garten ist oberhalb des Schlosses rechteckig angelegt und ohne axialen Bezug zum Schloss.
Um 1800 ließ Graf Anton Alexander von Magnis oberhalb des Barockgartens eine empfindsam-romantische Erweiterung des Gartens anlegen. Dieser erstreckte sich bis zu den Gutsgebäuden des Lindenhofes. An einem Teich wurde eine Künstliche Ruine angelegt. Ebenso wurde im Südwesten von Eckersdorf eine Künstliche Burgruine, der Eckardsturm erbaut. Im Jahr 1858 wurde Ignaz Kittel zum Obergärtner berufen, der den Garten um tropische Gewächse bereicherte.
Heute ist der nördliche Teil des Barockgartens von der örtlichen Schule überbaut. Eine imposante Treppenanlage ist jedoch erhalten, ebenso wie die Gliederung des Gartens durch Kastanien- und Lindenalleen. Der Kontrast zwischen dem Barockgarten und dem Landschaftsgarten lässt sich noch erahnen.